# Gruppen (revue)
Pour l’article homonyme, voir Gruppen.
Gruppen est une maison d'édition française fondée en 2010. Collectif indépendant animé par l'écrivain et poète Laurent Jarfer, le compositeur et pianiste Ilan Kaddouch, et l'animatrice et graphiste Laurence Gatti, Gruppen se consacre initialement à la publication de la revue homonyme de création pluridisciplinaire où se mêlent Arts et Sciences Humaines ,, puis se lance dans l'édition de livres à partir de 2012.

## Description
La revue Gruppen réunit généralement une douzaine de contributeurs, sans aucune thématique imposée, les champs de création y étant considérés comme dialoguant « naturellement » entre eux. 
La revue publie de nombreuses Entrevues. Pierre Étaix, Martial Solal, Philippe Descola ou encore Patrick Tort participèrent à ces rencontres. 
Les travaux de photographes et/ou dessinateurs, parmi lesquels Dan Perjovschi ou Mark Morrisroe, sont aussi régulièrement présents au sommaire et accompagnent des articles traitant de philosophie, de cinéma, d'anthropologie, de musique, d'histoire, de littérature… 
Le graphisme et à la mise en page de chaque numéro sont l’œuvre de Laurence Gatti.
Depuis 2012, Gruppen Éditions a choisi parallèlement de publier des livres.

## Liste non exhaustive des contributeurs
- Simha Arom[7]
- Ludivine Bantigny[8]
- Yann Beauvais[9]
- Jean-Michel Bouhours[10]
- Jacqueline Challet-Haas[11]
- Philippe Descola[12]
- Pierre Étaix[13]
- Anselm Jappe[14]
- Manuel Joseph[15]
- Michaël Levinas[16]
- Mark Morrisroe[17]
- Charles Pennequin[18]
- Serge Pey[19]
- Mathieu Rigouste[20]
- Ivan Segré[21]
- Pierre Senges[22]
- Martial Solal[23]
- Morgan Sportès[24]
- Patrick Tort[25]
- Raoul Vaneigem[26]
- Thomas Vinau[27]